# 347
347（三百四十七、三四七、さんびゃくよんじゅうなな）は自然数、また整数において、346の次で348の前の数である。

## 性質
- 347は69番目の素数である。1つ前は337、次は349。
  - 約数の和は348。
- (347, 349) は 21番目の双子素数である。1つ前は (311, 313)、次は (419, 421)。
- 13番目の安全素数である。1つ前は263、次は359。
- 347 = 347 + 0 × ω (ωは1の虚立方根)
  - a + 0 × ω (a > 0) で表される36番目のアイゼンシュタイン素数である。1つ前は317、次は353。
- 347 = 347 + 0 × i (iは虚数単位)
  - a + 0 × i (a > 0) で表される36番目のガウス素数である。1つ前は331、次は359。
  - ガウス素数かつアイゼンシュタイン素数である17番目の素数。1つ前は311、次は359。
- 19番目の 8n + 3 型の素数であり、この類の素数は x 2 + 2y 2 と表せるが、347 = 32 + 2 × 132 である。1つ前は331、次は379。
- オイラーの示した素数を導く式 n 2 + n + 41 で導き出せる18番目の素数である。1つ前は313、次は383。
- 347 = 73 + 4 であり、11番目のフリードマン数である。1つ前は343、次は625。
  - 素数のフリードマン数としては2番目の数である。1つ前は127、次は2503。
- 10進数表記において桁を逆に並べても素数となる18番目のエマープである。 1つ前は337、次は359。
- 17番目の非正則素数である。1つ前は311、次は353。
- 34…47 の形の最小の素数である。次は34…(757個の4)…47。ただし挟まれた数は無くてもいいとすると最小は37。(オンライン整数列大辞典の数列 A101833)
- 末尾の2桁が47の2番目の素数である。1つ前は47、次は547。(オンライン整数列大辞典の数列 A244770)
- 各位の積が各位の和の6倍になる3番目の数である。1つ前は286、次は374。(オンライン整数列大辞典の数列 A062037)
- 各位の立方和が434になる最小の数である。次は374。(オンライン整数列大辞典の数列 A055012)
  - 各位の立方和が n になる最小の数である。1つ前の433は166、次の435は1347。(オンライン整数列大辞典の数列 A165370)
- 1/347 は循環節の長さ173の循環小数になる。
  - 逆数が循環小数になる数で循環節が173になる最小の数である。次は694。
  - 循環節が n になる最小の数である。1つ前の172は17473、次の174は413。(オンライン整数列大辞典の数列 A003060)
- 1～347までの約数の個数を加えると2082個になり347の6倍になる。1～n までの約数の個数が n の整数倍になる11番目の数である。1つ前は340、次は930。(オンライン整数列大辞典の数列 A050226)
- 347 = 12 + 112 + 152 = 32 + 72 + 172 = 32 + 132 + 132
  - 3つの平方数の和3通りで表せる49番目の数である。1つ前は344、次は349。(オンライン整数列大辞典の数列 A025323)
- 347 = 12 + 112 + 152 = 32 + 72 + 172
  - 異なる3つの平方数の和2通りで表せる66番目の数である。1つ前は346、次は355。(オンライン整数列大辞典の数列 A025340)
- 各位の和が14になる21番目の数である。1つ前は338、次は356。
  - 各位の和が14になる数で素数になる7番目の数である。1つ前は293、次は383。(オンライン整数列大辞典の数列 A106756)

## その他 347 に関連すること
- 西暦347年
- 3:47 ESTは、ロックバンド・クラトゥのアルバム。